# リチャード・ボイル (第9代コーク伯爵)
第9代コーク伯爵およびオーラリー伯爵リチャード・ボイル(英語: Richard Edmund St Lawrence Boyle, 9th Earl of Cork and Orrery KP PC、1829年4月19日-1904年6月22日) は、イギリスの廷臣で自由党の政治家である。1834年から1856年迄は儀礼称号としてダンガーヴァン子爵を使用していた。1866年から1895年迄閣僚を歴任し、その間バックハウンド管理長官 (Master of the Buckhounds(英語版)) を3回、マスター・オブ・ザ・ホース (Master of the Horse(英語版)) を2回務めた。

## 出生と教育
アイルランドのダブリンで、ダンガーヴァン子爵チャールズ・ボイルとキャサリン・セント・ローレンス (第2代ハウス伯爵ウィリアム・セント・ローレンス(英語版)の娘) 夫妻の長子として生まれた。第8代コーク伯爵エドマンド・ボイルの孫であった。イートン・カレッジとクライスト・チャーチで教育を受けた。1834年に父が早世したため、それ以降は祖父の儀礼称号であるダンガーヴァン子爵として知られていた。ブルックス紳士クラブ(英語版)とホワイツ紳士クラブ(英語版)のメンバーだった。1850年7月20日、ノース・サマセット・ヨーマンリー (North Somerset Yeomanry(英語版)、イギリス陸軍の非常勤の騎兵連隊) の大尉 (captain) に任命された。

## 政治家としての経歴
ボイルは1854年の補欠選挙でフローム選挙区(英語版)選出の庶民院議員となり、1856年迄その地位にあり、祖父から伯爵位を継承すると共に貴族院議員となった。1860年代には聖パトリック勲章を授与された。1866年1月には、ジョン・ラッセル首相の下バックハウンド管理長官 (Master of the Buckhounds(英語版))に任命され閣僚となり、同年7月の政権崩壊までその役職を務めた。またその年の5月、枢密院のメンバーとなった。ウィリアム・グラッドストン政権下では、再びバックハウンド管理長官に任命され、1868年から1874年迄と1880年から1885年迄の2回その地位にあった。1882年には貴族院議長の一人に選出された。1886年2月にグラッドストーンが3回目の首相になると、マスター・オブ・ザ・ホース (Master of the Horse(英語版)) に任命されたが、同年7月内閣は退陣した。1892年から1894年迄のグラッドストーン4回目の政権では入閣しなかったが、その後1894年3月に首相となったアーチボルド・プリムローズの政権下では再度マスター・オブ・ザ・ホースに任命された。自由党政権は翌年6月総辞職した。
ボイルは、また、1864年から1904年迄サマセットのロード・レフテナント、1889年から1899年迄ヴィクトリア女王の副官 (英語: Aide-de-camp)、及びノース・サマセット・ヨーマンリー (イギリス陸軍の非常勤の騎兵連隊) (英語版) の大佐だった。

## 不動産
1873年に出版された情報を分析したジョン・ベイトマン(英語版)によると、ボイルが所有する不動産は、サマセットに3,398エーカー(年間5,094ギニー相当)、コーク県に20,195エーカー(年間6,943ギニー相当)、ケリー県に11,531エーカー(年間2,447ギニー相当)、そしてリムリック県に3,189エーカー(年間2,859ギニー相当)であった。

## 子女
ボイルはエミリー・シャルロッテ・ド・バラ (Emily Charlotte de Burgh、1828年10月19日-1912年10月10日、初代クランリカード侯爵ユーリック・ド・バラの次女)と1853年7月20日に結婚し、7人の子女をもうけた。
- エミリー・ハリエット・キャサリン・ボイル (1855年-1931年7月28日) - ジェームズ・ダリソン・アレクサンダーと結婚し、子をもうけた。
- グレイス・エリザベス・ボイル (1855年-1935年5月23日) - ヘンリー・フランシス・ベアリングと結婚し、子をもうけた。
- ホノラ・ジャネット・ボイル (1859年-1953年3月11日) - ロバート・カークマン・ホジスンと結婚した。
- イザベル・レティス・セオドシア・ボイル (1904年4月6日没) - ジェームズ・ウォーカー・ラーナックと結婚し、子をもうけた。
- ドロシー・ブランチェ・ボイル (1860年-1938年6月7日) - 初代ロング子爵ウォルター・ロング(英語版) と結婚し、子をもうけた。
- チャールズ・スペンサー・ボイル (1861年11月24日-1925年3月25日) - ロザリー・グレイと結婚したが、子はできなかった。
- ロバート・ジョン・ラッセルズ・ボイル (1864年11月8日-1934年10月13日) - ジョセフィン・ ヘイルと結婚したが、子はできなかった。

ボイルは1904年6月22日、ロンドン、メイフェアのバークレー・スクウェアで死去した。75歳だった。その爵位は長男のチャールズが継承した。夫人は1912年に83歳で死去した。